# Type 1 Ho-Ki
Il Type 1 Ho-Ki è stato un veicolo da trasporto e trattore d'artiglieria progettato nel corso della prima metà degli anni quaranta dall'Impero giapponese: il suo sviluppo fu però tormentato e la produzione iniziò solo nel 1944. Il totale di esemplari fabbricati, non noto, rimase comunque modesto e i veicoli furono integrati nell'Esercito imperiale giapponese. Si trattava di un mezzo completamente cingolato, spinto da un motore Diesel e capace di portare nel comparto posteriore una squadra al completo ed equipaggiata. Non si hanno molte notizie sull'utilizzo in battaglia del Type 1; buona parte della produzione rimase in Giappone o nella Cina occupata e solo una manciata di mezzi partecipò alla battaglia di Leyte (ottobre-dicembre 1944), sembra con buone prestazioni.

## Storia

### Sviluppo
All'inizio degli anni quaranta i vertici militari dell'Esercito imperiale giapponese richiesero un trattore d'artiglieria suscettibile, anche, di essere utilizzato come trasporto di personale e truppe. Basandosi su questa direttiva, gli organi tecnici dell'esercito elaborarono due progetti durante il 1941, che furono approvati. L'anno successivo fu fabbricato un prototipo per ognuno: il primo era un semicingolato fortemente ispirato agli omonimi mezzi in dotazione all'esercito tedesco, che sarebbe divenuto il Type 1 Ho-Ha. Il secondo veicolo presentava invece una configurazione completamente cingolata e, dopo una serie di collaudi, fu immesso in servizio con la denominazione "Type 1 Ho-Ki".

### Produzione e impiego operativo
I piani di produzione prevedevano di avviare la fabbricazione in serie del Type 1 all'inizio del 1944, ma furono incontrate alcune difficoltà e inoltre esso non figurava tra le priorità belliche. Sembra infatti che i comandi militari fossero restii ad adottare su larga scala il veicolo, ritenendo più adatti gli autocarri per trasportare rapidamente le truppe. Tali motivazioni causarono una produzione lenta e poco numerosa, sulla quale non sono disponibili dati precisi dalle fonti.
La dottrina tattica di guerra corazzata giapponese prevedeva di assegnare a ciascuna delle quattro divisioni corazzate un reggimento di fanteria mobile, composto da tre battaglioni: questa componente doveva essere montata sui cingolati Type 1 sul semicingolato Type 1 Ho-Ha. L'insufficienza del regime di produzione, comunque, rese impossibile rispettare questi piani e, ad esempio, la 2ª Divisione carri di stanza in Manciuria ricevette appena diciassette trasporti Type 1 prima di essere trasferita a scaglioni a Luzon, nelle Filippine; durante i viaggi via mare furono subite perdite e qualche Type 1 affondò assieme ai cargo che li avevano a bordo. La divisione fu poi in parte redistribuita in altre isole principali, come Leyte, dove la 6ª Armata statunitense sbarcò il 20 ottobre 1944. Nel corso della dura battaglia il reparto corazzato giapponese utilizzò alcuni superstiti Type 1 (numero ignoto) e fu totalmente distrutto prima della caduta nell'isola, a metà dicembre. Un esemplare fu catturato nel corso dei combattimenti e testato dal personale statunitense, che lo giudicò un mezzo eccellente; altri quattro furono rinvenuti nel gennaio-febbraio 1945 sull'isola di Luzon.

## Caratteristiche tecniche
Il Type 1 Ho-Ki era lungo 4,78 metri, largo 2,19 metri e alto 2,58 metri; il peso ammontava a 6,5 tonnellate e lo scafo era rivestito da una sottile corazzatura dello spessore di 6 mm. Aveva un equipaggio di due uomini, pilota e copilota, che trovava posto in una cabina di guida anteriore spostata sulla sinistra, del tutto chiusa e dotata di feritoie; sebbene bastasse un solo guidatore per condurre il veicolo, si preferiva mettere un uomo al comando di ogni cingolo. Alla sua destra era installato un motore Diesel della ditta Hino a sei cilindri in linea con quattro marce avanti e una retromarcia, dotato inoltre di riduttore che consentiva di inserire altre quattro marce supplementari; simile per prestazioni all'apparato del carro armato leggero Type 95 Ha-Go, garantiva un'autonomia di 300 chilometri ed era alimentato da un serbatoio di 200-240 litri di gasolio.
Il treno di rotolamento era composto per lato da due rulli tendicingolo e quattro ruote portanti accoppiate mediante carrelli; i due carrelli erano dotati di sospensione a bracci oscillanti longitudinali che, a loro volta, erano ammortizzati da una grossa molla elicoidale montata in orizzontale e contenuta nella fiancata dello scafo. I cingoli erano del tipo a guida centrale dentata, composti da 125 elementi, ed erano mossi dalla ruota motrice posteriore.
Dietro la cabina di guida si trovava il vano da trasporto, che poteva contenere 13 soldati in assetto di combattimento oppure 2/3 tonnellate di materiali. Per trainare cannoni o simili era inoltre stato progettato un rimorchio, che veniva assicurato alla parte posteriore del veicolo mediante un piccolo perno. Questa funzione aveva però impedito di mettere un portello d'accesso sul retro del mezzo; il problema fu risolto con l'aggiunta di due portelli sul lato sinistro del veicolo, per permettere ai soldati di lasciarlo rapidamente.
Grazie al peso contenuto, alla ben distribuita pressione dei cingoli e alla potenza del motore, la velocità massima arrivava a 42 km/h e su terreni sconnessi il mezzo garantiva un'ottima tenuta di marcia in virtù del cambio a marce ridotte. Inizialmente non era stata prevista nessuna dotazione offensiva, ma in seguito fu posto un aggancio sopra la cabina di pilotaggio, che la squadra di fanteria trasportata poteva utilizzare per piazzarvi una mitragliatrice Type 92 da 7,7 mm.